# Podemos Euskadi
Podemos Euskadi (en euskera, Ahal Dugu) es la organización de Podemos en la comunidad autónoma del País Vasco.
Tiene presencia en las Juntas Generales del País Vasco y en distintos municipios del País Vasco, incluyendo en las tres capitales vascas. También tuvo presencia en el Congreso de los Diputados (2015-2023), en el Senado de España (2015-2019) y en el Parlamento Vasco (2016-2024).
El secretario general es Richar Vaquero desde el año 2024.
El partido está asentado y arraigado en Euskadi, con una posición y esencia vasquista. El partido se posiciona públicamente a favor del derecho a decidir y del referéndum de autodeterminación, pactado con el Estado, siguiendo los modelos de Escocia o Quebec. En palabras de Miren Gorrotxategi, "defendemos el referéndum como instrumento democrático".
Podemos Euskadi también apoya el modelo educativo de inmersión lingüística en euskera, la gratuidad total del aprendizaje del euskera o de las distintas iniciativas para fomentar e impulsar el euskera.
A Podemos Euskadi y al espacio que representa se le suele denominar "Izquierda Confederal", debido a su posición a favor del derecho a decidir, del referéndum de autodeterminación (modelo canadiense), de un Estado confederal, de la soberanía del País Vasco o de "carácter nacional" y de la "realidad conformada por vínculos sociales, lingüísticos, históricos, económicos y culturales que conforman Euskal Herria".
En el Parlamento Europeo es miembro del Grupo Confederal de la Izquierda Unitaria Europea/Izquierda Verde Nórdica.

## Organización
La organización del partido surge de los documentos aprobados en la tercera Asamblea Ciudadana Estatal de Podemos, también conocida como Vistalegre III, en 2020. Consta de:
- Asamblea Ciudadana Autonómica.
- Consejo Ciudadano Autonómico.
- Coordinación Autonómica.
- Consejo de Coordinación Autonómico.
- Comisión de Garantías Democráticas Autonómica.

Además, la representatividad de los círculos (base de la militancia del partido) se da a través del consejo de círculos, la red de círculos o su presencia en el Consejo Ciudadano Autonómico.

## Secretaría general
Roberto Uriarte fue el primer secretario general de Podemos Euskadi (2015-2016). Después fue sucedido por Nagua Alba (2016-2017). En el año 2017, Lander Martínez asumió la secretaría general de Podemos Euskadi.
En el año 2020, Pilar Garrido se convirtió en la secretaria general de Podemos Euskadi, sucediendo a Lander Martínez. Martínez, afín a Iñigo Errejón y al denominado sector "errejonista" (que derivó en la creación de Más País), dimitió al perder las primarias del partido junto a la candidata de su equipo Rosa Martínez, frente al denominado sector "pablista" encabezado por Miren Gorrotxategi y Pilar Garrido. Finalmente Rosa Martínez se dio de baja del partido, y Lander Martínez terminó en el partido político Movimiento Sumar y siendo parte de núcleo duro de Yolanda Díaz e Iñigo Errejón.

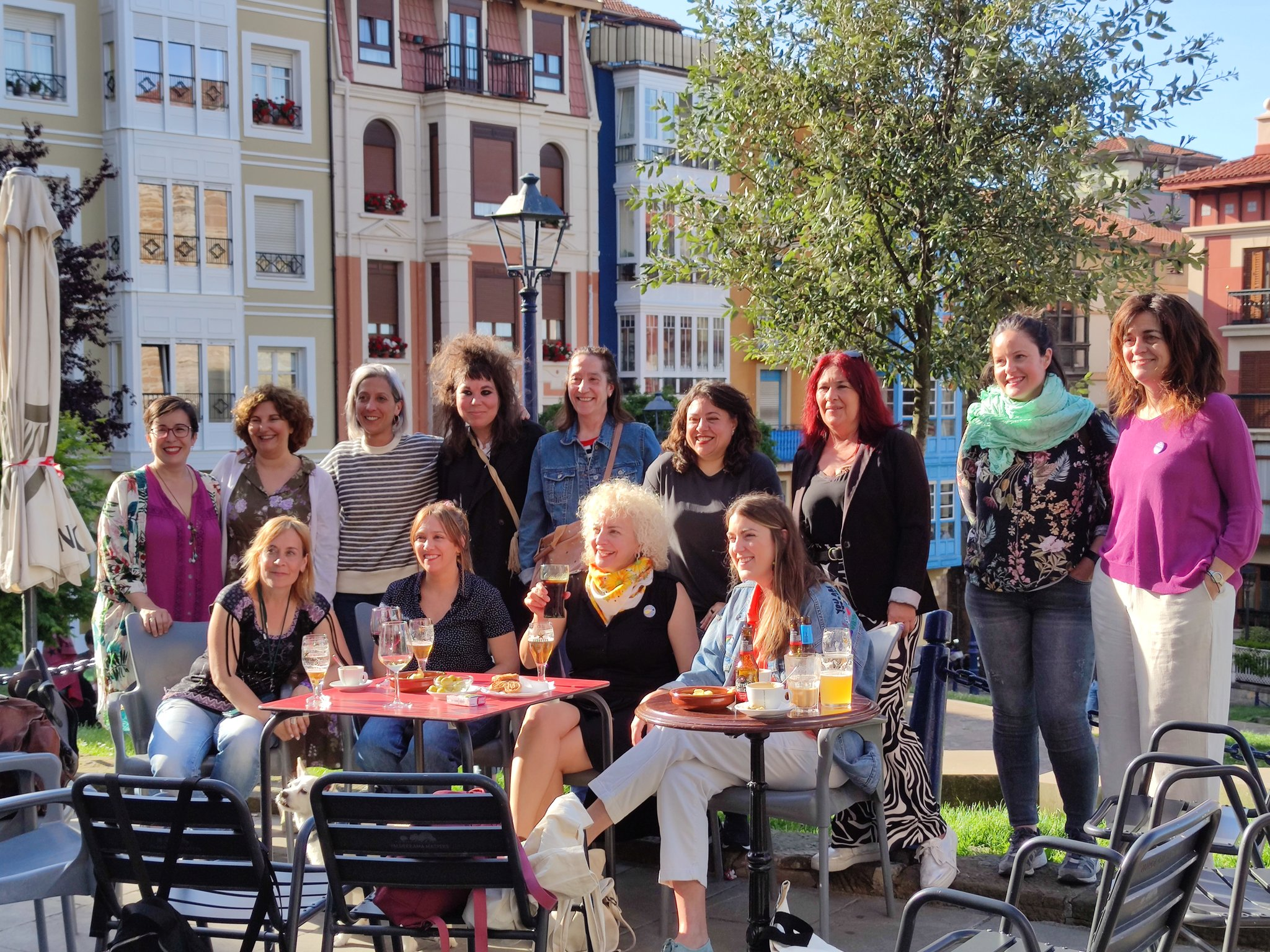
Encuentro Feminista de Podemos Euskadi (Santurce, 2023). Entre otros, Paula Amieva, Pilar Garrido, Eneritz de Madariaga, Natalia Rey, Montserrat Roca, Soraya Pereira, Ángela Sevilla, Mariví Eizaguirre, Ainhoa Lopera, Isabel González y Alba García.

Secretarios generales de Podemos Euskadi:
- Roberto Uriarte (2015-2016)
- Nagua Alba (2016-2017)
- Lander Martínez (2017-2020)
- Pilar Garrido (2020-2024)[21][22]
- Richar Vaquero (2024-)[2][3]

## Portavoces en las instituciones
Los líderes y portavoces de los grupos parlamentarios en las distintas instituciones en las que el partido tiene representación institucional (escaños) son
- Miren Gorrotxategi (Parlemento Vasco)
- Eneritz de Madariaga (Juntas Generales de Vizcaya)
- Miren Echeveste (Juntas Generales de Guipúzcoa)Presentación pública de la candidatura de Miren Gorrotxategi a las elecciones primarias de Podemos Euskadi (candidatura "Elkarrekin Bai"), para las elecciones al Parlamento Vasco de 2024 (Durango, 2024). Entre otros, los candidatos a parlamentarios de la candidatura, Oihane Mestraitua, Sabina Méndez, Garbiñe Ruiz, Fontxo Arroyo, David Soto, Miren Gorrotxategi, Ander Jiménez, Richar Vaquero, Montserrat Roca, Pilar Garrido, Soraya Pereira, Miren Echeveste, Arkaitz Gorritxo.

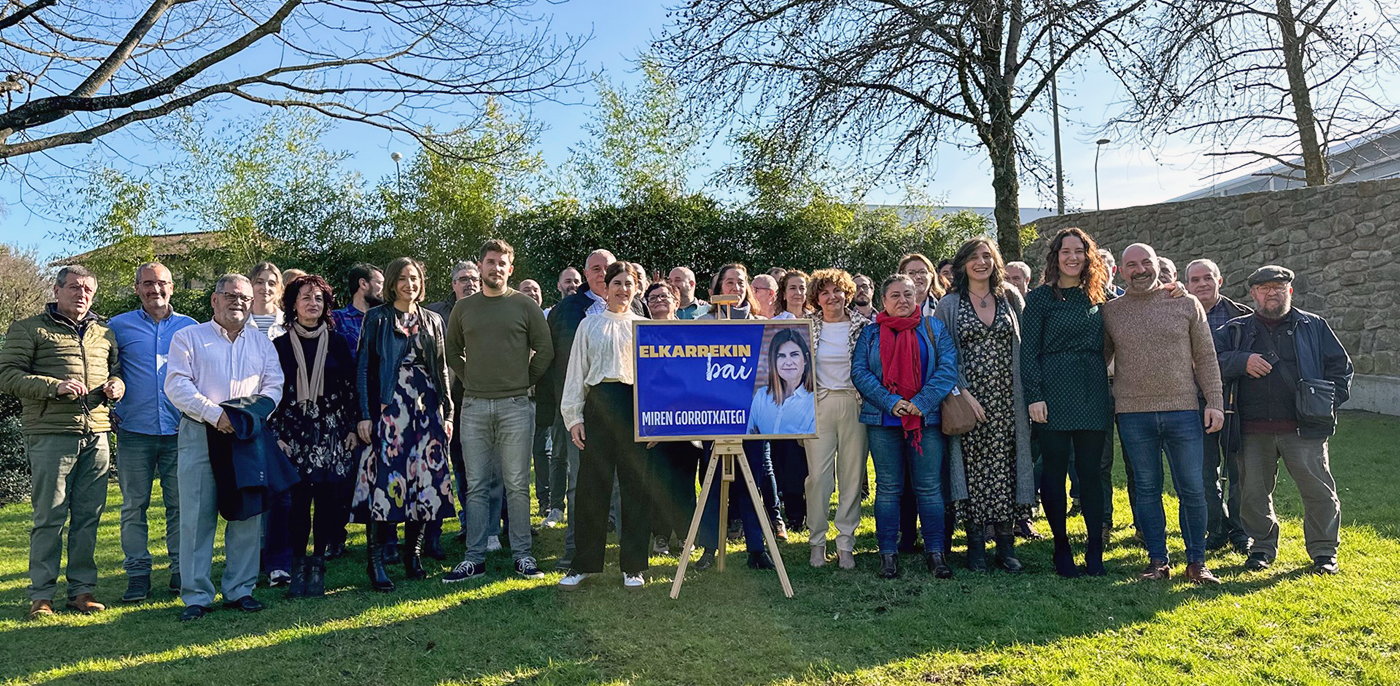
Presentación pública de la candidatura de Miren Gorrotxategi a las elecciones primarias de Podemos Euskadi (candidatura "Elkarrekin Bai"), para las elecciones al Parlamento Vasco de 2024 (Durango, 2024). Entre otros, los candidatos a parlamentarios de la candidatura, Oihane Mestraitua, Sabina Méndez, Garbiñe Ruiz, Fontxo Arroyo, David Soto, Miren Gorrotxategi, Ander Jiménez, Richar Vaquero, Montserrat Roca, Pilar Garrido, Soraya Pereira, Miren Echeveste, Arkaitz Gorritxo.

- David Rodríguez (Juntas Generales de Álava)
- Ana Viñals (Ayuntamiento de Bilbao)
- Víctor Lasa (Ayuntamiento de San Sebastián)
- Garbiñe Ruiz (Ayuntamiento de Vitoria)

## Coaliciones electorales
Podemos Euskadi ha sido miembro de las siguientes coaliciones electorales (unión con otros partidos de cara a unas elecciones):
- Unidas Podemos: coalición para las elecciones generales de España de 2016 y 2019 (abril y noviembre).
- Elkarrekin Podemos: coalición para las elecciones al Parlamento Vasco de 2016, 2020 y 2024.[23][24][25]
- Sumar: coalición para las elecciones generales de España de 2023.

## Resultados electorales

### Congreso de los Diputados
| Congreso de los Diputados | Congreso de los Diputados | Congreso de los Diputados | Congreso de los Diputados | Congreso de los Diputados | Congreso de los Diputados | Congreso de los Diputados | Congreso de los Diputados | Congreso de los Diputados                    | Congreso de los Diputados                                           |
| Elecciones                | Candidatura               | Escaños                   | ±                         | Posición                  | Votos                     | %                         | Candidatos Electos        | Candidatos Electos                           | Candidatos Electos                                                  |
| Elecciones                | Candidatura               | Escaños                   | ±                         | Posición                  | Votos                     | %                         | Álava                     | Guipúzcoa                                    | Vizcaya                                                             |
| ------------------------- | ------------------------- | ------------------------- | ------------------------- | ------------------------- | ------------------------- | ------------------------- | ------------------------- | -------------------------------------------- | ------------------------------------------------------------------- |
| 2015                      |                           | 5/18                      | ±0                        | 2a                        | 316.441                   | 25,97%                    | Juan López de Uralde      | Nayua Miriam Alba Goveli y Fernando Iglesias | Eduardo Maura y Rosa Martínez Rodríguez                             |
| 2016                      |                           | 6/18                      | 1                         | 1a                        | 333.730                   | 29,05%                    | Juan López de Uralde      | Nayua Miriam Alba Goveli y Isabel Salud      | Eduardo Maura, Rosa Martínez Rodríguez y José David Carracedo Verde |
| 2019 I                    |                           | 4/18                      | 2                         | 3a                        | 223.245                   | 17,57%                    | Juan López de Uralde      | Pilar Garrido                                | Roberto Uriarte y Miren Gorrotxategi                                |
| 2019 II                   |                           | 3/18                      | 1                         | 4a                        | 182.674                   | 15,51%                    | Juan López de Uralde      | Pilar Garrido                                | Roberto Uriarte                                                     |
| 2023                      |                           | 0/18                      | 3                         | 5a                        | 127.031                   | 11,07%                    | Ninguno                   | Ninguno                                      | Lander Martínez (del Movimiento Sumar)                              |

Aclaración sobre las elecciones de 2023: Cuando en el año 2020, el sector "pablista" de Miren Gorrotxategi y Pilar Garrido ganó las primarias de Podemos Euskadi y derrotó a Rosa Martínez y Lander Martínez, la primera (Rosa Martínez) se dio de baja del partido y el segundo (Lander Martínez) terminó en el partido político Movimiento Sumar (uno de los partidos de la coalición Sumar) y siendo parte de núcleo duro de Yolanda Díaz e Iñigo Errejón. Por ese motivo, en las elecciones generales de España de 2023, Podemos Euskadi no logró ningún escaño en el Congreso de los Diputados, ya que el escaño pertenecía a la coalición Sumar y concretamente al partido Movimiento Sumar.

### Parlamento Vasco
| Parlamento Vasco | Parlamento Vasco   | Parlamento Vasco   | Parlamento Vasco | Parlamento Vasco | Parlamento Vasco | Parlamento Vasco | Parlamento Vasco   |
| Elecciones       | Candidatura        | Candidata          | Escaños          | Podemos          | Votos            | %                | Gobierno           |
| ---------------- | ------------------ | ------------------ | ---------------- | ---------------- | ---------------- | ---------------- | ------------------ |
| 2016             | Elkarrekin Podemos | Pili Zabala        | 11/75            | 8/11             | 157.334          | 14,86            | Oposición          |
| 2020             | Elkarrekin Podemos | Miren Gorrotxategi | 6/75             | 4/6              | 72.113           | 8,05             | Oposición          |
| 2024             | Elkarrekin Podemos | Miren Gorrotxategi | 0/75             |                  | 23.679           | 2,25             | Extraparlamentario |